# Montredon-des-Corbières
Montredon-des-Corbières , es una localidad  y comuna francesa, situada en el departamento del Aude en la región de Languedoc-Rosellón y en la región natural de las Corbières.
A sus habitantes se les conoce por el gentilicio Montredonais.

## Demografía
| 640 | 645 | 717 | 729 | 850 | 904 |
| Para los censos de 1962 a 1999 la población legal corresponde a la población sin duplicidades (Fuente: INSEE [Consultar]) |     |     |     |     |     |

(Población sans doubles comptes según la metodología del INSEE).